# Décès en 1058
Décès
- 1054
- 1055
- 1056
- 1057
- 1058
- 1059
- 1060
- 1061
- 1062

Cette page dresse une liste de personnalités mortes au cours de l'année 1058 :

## Jour connu
- 1er mars, Ermessende de Carcassonne, comtesse de Barcelone, qui fut deux fois régente du comté.
- 14 mars : Uberto Poggi, cardinal.
- 17 mars : Lulach, roi des Scots.
- 29 mars : Étienne IX, pape.
- 1er août : Thierry de Mathonville, 1er abbé de Saint-Évroult depuis sa restauration.
- 2 août : Judith de Schweinfurt, duchesse de Bohême.
- 28 novembre : Casimir Ier, dit « le Restaurateur », roi de Pologne[1].

## Jour inconnu
- Al-Malik ar-Rahim Khusraw Firuz[2], émir bouyide d'Irak.
- Al-Mâwardi, ou Abu al-Hasan Ali Ibn Muhammad Ibn Habib al-Mawardi, en latin Alboacen, juriste musulman arabe de l’école chafiite.
- Alain Canhiart, comte de Cornouaille.
- Anmchad (en), moine irlandais.
- Boite mac Cináeda (en), prince écossais.
- Abdollah ibn Bukhtishu (en), ou Bukhtishu, Bukhtyashu, Bakhtshooa, médecin syrien.
- Centulle IV de Béarn, vicomte de Béarn.
- Fakhredin Assad Gorgani, poète persan.
- Flaithem Mac Mael Gaimrid (en), poète irlandais.
- Gagik Ier de Kakhétie, roi de Kakhétie.
- Gaston III de Béarn, fils du vicomte de Béarn Centulle IV le Vieux.
- Grégoire II (en), comte de Tusculum et de Latran, en latin : Lateranensis et Tusculanensis comes.
- Guillaume VII d'Aquitaine, Guillaume Aigret, comte de Poitiers, sous le nom de Guillaume V et duc d'Aquitaine, sous le nom de Guillaume VII.
- Heca, évêque de Selsey[3].
- Mariano Ier, Giudice de Cagliari (it).
- Nōin, ou Tachibana no Nagayasu, poète et moine japonais.
- Petar Krešimir IV de Croatie, roi de Croatie.
- Sasaki no Yoshitsune, kugyō (noble) de l'époque de Heian de l'histoire du Japon et également bushō (commandant militaire).
- Theophanu (en), abbesse d'Essen.

## Date incertaine (vers 1058)
- Salomon ibn Gabirol (Avicebron) philosophe juif, à Valence.

## Crédit d'auteurs
- Cet article est partiellement ou en totalité issu de l'article intitulé « 1058 » (voir la liste des auteurs).